# Ahmad Dhani

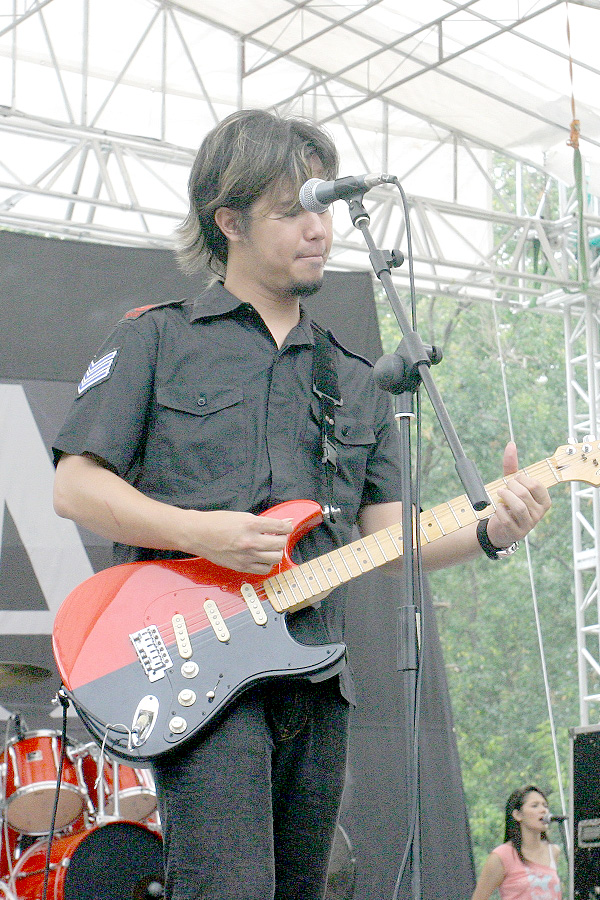
Ahmad Dhani, Fort Canning Singapore, 2005

Dhani Ahmad Prasetyo (* 26. Mai 1972 in Surabaya) – besser bekannt als Ahmad Dhani bzw. Dhani S. Manaf – ist ein indonesischer Rockmusiker, Songschreiber und Produzent.
Er ist Frontman der Bands Dewa 19 und Ahmad Band sowie Mitglied der interkontinentalen Band The Rock.
Er gewann den Anugerah Musik Indonesia Award (best musical arrangement, best producer).
Er hat eine Tochter mit der Sängerin Mulan Jameela.
Er unterstützte 2014 Prabowo Subianto beim Wahlkampf um das indonesische Präsidentenamt in umstrittener SS-Heinrich-Himmler-Uniform-Ästhetik mit Kragenspiegel und Blutorden auf der Brust.